# Al·lòcton (geologia)

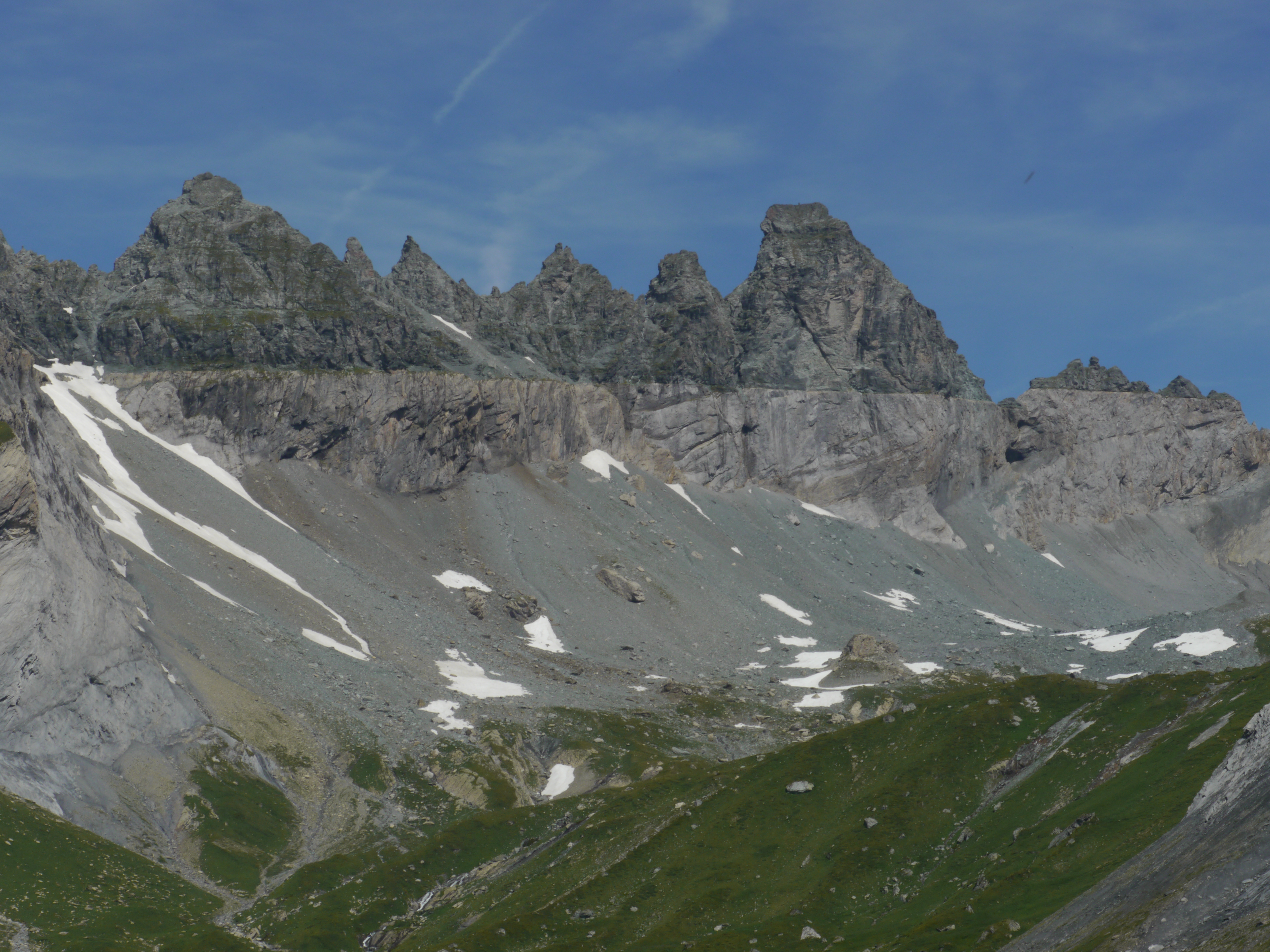
Glarus Thust, Tschingelhörner, Alps suïssos. En la imatge es pot observar, a la part superior, un gruix al·lòcton del Permià situat sobre una roca autòctona del cretaci.

En geologia, al·lòcton és com s'anomena una unitat geològica que ha estat transportada per mitjans mecànics i es troba en un lloc diferent del lloc on s'ha format.
En sedimentologia i petrologia sedimentària s'anomenen al·lòctons els elements d'una roca sedimentària (minerals, fragments de roques i restes paleontològiques) procedents d'altres llocs distants de l'àrea on s'han dipositat.
En tectònica i geologia estructural s'anomena al·lòctona la formació o unitat geològica que ha estat moguda i transportada per un procés tectònic i per això és en un lloc diferent d'on s'ha format.
Els encavalcaments afecten unitats al·lòctones de mida reduïda i que no denoten grans diferències pel que fa a l'estratigràfia i la litololia de les unitats autòctones on reposen. Quan es trenca la continuïtat de les capes, apareixen petites llesques o escames, (separades per alguns quilòmetres), o mantells de corriment (més extensos). Les restes soltes o aïllades del mantell, s'anomenen Klippe. En els sectors on ha desaparregut el mantell s'anomenen finestres tectòniques o fenster.
En la ciència del sòl, el terme al·lòcton fa referència a un sòl que es va formar en un altre lloc diferent d'on es troba, un exemple en serien els al·luvions.